# University of Southern California Men's Volleyball 2014
Questa voce raccoglie le informazioni riguardanti la University of Southern California Men's Volleyball nella stagione 2014.

## Stagione
La stagione 2014 vede Bill Ferguson al timone del programma per l'ottavo anno. Confermato il suo staff, nel quale figurano Cameron Green e Jeff Nygaard, come assistenti allenatori, e John Xie come assistente allenatore volontario. La rosa della squadra vede sei giocatori lasciare il programma ed altrettanti entrarne a far parte, tra i quali uno proveniente da un altro ateneo.
La stagione dei Trojans si apre con la vittoria esterna nell'incontro extra conference contro la Loyola University Chicago, seguito da altri due successi interni. La prima arriva invece nella gara interna contro la Pepperdine University, alla quale segue un periodo contraddittorio, che vede la squadra vincere quattro incontri e perderne altrettanti. Dopo tre successi consecutivi i Trojans incappano in una nuova serie di risultati altalenanti, collezionando sei vittorie e cinque sconfitte nelle ultime gare della stagione regolare. Questo rendimento non esaltante non compromette la qualificazione al Torneo MPSF, anche se solo come testa di serie numero 8; tuttavia la squadra esce di scena già ai quarti di finale, spazzata via con un perentorio 3-0 dalla Brigham Young University, successivamente vincitrice del titolo di conference.
Tra i giocatori si distinguono particolarmente Micah Christenson e Henry Cassiday, inseriti anche negli All-America Team, così come i freshman Lucas Yoder ed Andrew Benesh, che però ricevono esclusivamente premi relativi alla conference di appartenenza, la MPSF.

## Organigramma societario
Area direttiva
- Presidente: Steven Sample
- Direttore delle operazioni: Kylie Atherstone
- Coordinatore tecnico: Jason Kennedy
- Assistente amministrativo: Curt Toppel

Area tecnica
- Allenatore: Bill Ferguson
- Assistente allenatore: Cameron Green, Jeff Nygaard
- Assistente allenatore volontario: John Xie
- Preparatore atletico: Brent Metz, Lisa Noceti-Dewit

## Rosa
| N° | Nome               | Ruolo | Data di nascita   | Nazionalità sportiva | Anno      |
| -- | ------------------ | ----- | ----------------- | -------------------- | --------- |
| 1  | Tanner Jansen      | S/O   | 29 settembre 1990 | Stati Uniti          | Senior    |
| 2  | Chris Lischke      | S/O   | 28 aprile 1992    | Stati Uniti          | Junior    |
| 3  | Riley Mallon       | S/L   | 3 aprile 1995     | Stati Uniti          | Freshman  |
| 4  | Brooks Varni       | L     | 22 settembre 1993 | Stati Uniti          | Sophomore |
| 5  | Micah Christenson  | P     | 8 maggio 1993     | Stati Uniti          | Junior    |
| 6  | Henry Cassiday     | S/L   | 6 gennaio 1992    | Stati Uniti          | Senior    |
| 7  | Maddison McKibbin  | S/O   | 16 dicembre 1990  | Stati Uniti          | Senior    |
| 8  | Michael Mullahey   | P     | 30 aprile 1994    | Stati Uniti          | Freshman  |
| 9  | Alexander Slaught  | S     | 19 giugno 1994    | Stati Uniti          | Sophomore |
| 10 | Cristian Rivera    | S     | 8 agosto 1993     | Porto Rico           | Junior    |
| 12 | Carlos Zambrano    | L     | 28 luglio 1995    | Stati Uniti          | Freshman  |
| 13 | Vinnie Rios        | L     | 26 marzo 1994     | Stati Uniti          | Freshman  |
| 14 | Christopher Orenic | S     | 1º marzo 1994     | Stati Uniti          | Freshman  |
| 15 | Paul Yoder         | S/L   | 9 febbraio 1992   | Stati Uniti          | Junior    |
| 16 | Robert Feathers    | C     | 12 agosto 1992    | Stati Uniti          | Junior    |
| 17 | Austin Rysyk       | S     | 19 aprile 1993    | Stati Uniti          | Sophomore |
| 18 | Josh Kirchner      | C     | 1º settembre 1993 | Stati Uniti          | Sophomore |
| 19 | Joey Booth         | S     | 23 settembre 1991 | Stati Uniti          | Junior    |
| 20 | Tyler Cundiff      | C     | 15 ottobre 1992   | Stati Uniti          | Sophomore |
| 21 | Jack Yoder         | P     | 16 giugno 1995    | Stati Uniti          | Freshman  |
| 22 | Tommy Leonard      | C     | 13 marzo 1994     | Stati Uniti          | Sophomore |
| 23 | Andrew Benesh      | C     | 14 marzo 1995     | Stati Uniti          | Freshman  |
| 25 | Lucas Yoder        | S     | 19 febbraio 1996  | Stati Uniti          | Freshman  |

## Mercato
| Acquisti | Acquisti        | Acquisti          | Acquisti   |
| R.       | Nome            | da                | Modalità   |
| -------- | --------------- | ----------------- | ---------- |
| S/L      | Riley Mallon    | Mira Costa High   | definitivo |
| L        | Carlos Zambrano | New Trier High    | definitivo |
| L        | Vinnie Rios     | Pepperdine        | definitivo |
| P        | Jack Yoder      | San Clemente High | definitivo |
| C        | Andrew Benesh   | Palos Verdes HS   | definitivo |
| S        | Lucas Yoder     | San Clemente High | definitivo |

| Cessioni | Cessioni        | Cessioni | Cessioni |
| R.       | Nome            | a        | Modalità |
| -------- | --------------- | -------- | -------- |
| L        | J.B. Green      | -        | ritirato |
| S/O      | Chris Andrulis  | -        | ritirato |
| P/O      | Robbie McKnight | -        | ritirato |
| C        | Ben Lam         | -        | ritirato |
| P        | Chris Trefzger  | -        | ritirato |
| C/O      | Tyler Ortman    | -        | ritirato |

## Risultati

### Division I NCAA

#### Regular season

##### Girone
| 4 gennaio 2014 Gentile Arena, Chicago         | Loyola Chicago      | 1 - 3 | Southern California | 25-27, 25-18, 20-25, 15-25        |
| 10 gennaio 2014 Galen Center, Los Angeles     | Southern California | 3 - 0 | UC San Diego        | 25-17, 25-23, 25-22               |
| 14 gennaio 2014 Galen Center, Los Angeles     | Southern California | 3 - 2 | UC Irvine           | 20-25, 25-21, 23-25, 25-19, 15-10 |
| 16 gennaio 2014 Galen Center, Los Angeles     | Southern California | 1 - 3 | Pepperdine          | 28-26, 22-25, 22-25, 24-26        |
| 22 gennaio 2014 Walter Pyramid, Long Beach    | CSU Long Beach      | 0 - 3 | Southern California | 19-25, 22-25, 31-33               |
| 24 gennaio 2014 The Matadome, Los Angeles     | CSU Northridge      | 3 - 0 | Southern California | 25-19, 25-21, 25-21               |
| 29 gennaio 2014 Galen Center, Los Angeles     | Southern California | 3 - 1 | California Baptist  | 25-13, 25-22, 21-25, 25-21        |
| 1º febbraio 2014 Galen Center, Los Angeles    | Southern California | 2 - 3 | Brigham Young       | 25-16, 22-25, 25-15, 20-25, 10-15 |
| 6 febbraio 2014 Galen Center, Los Angeles     | Southern California | 3 - 2 | UC Santa Barbara    | 20-25, 34-32, 23-25, 27-25, 15-9  |
| 9 febbraio 2014 Galen Center, Los Angeles     | Southern California | 0 - 3 | UC Los Angeles      | 20-25, 23-25, 19-25               |
| 13 febbraio 2014 Bren Center, Irvine          | UC Irvine           | 3 - 2 | Southern California | 22-25, 25-17, 25-17, 24-26, 15-13 |
| 14 febbraio 2014 RIMAC Arena, La Jolla        | UC San Diego        | 0 - 3 | Southern California | 13-25, 21-25, 15-25               |
| 20 febbraio 2014 Galen Center, Los Angeles    | Southern California | 3 - 1 | Hawaii              | 25-17, 15-25, 25-14, 25-22        |
| 22 febbraio 2014 Galen Center, Los Angeles    | Southern California | 3 - 0 | Hawaii              | 25-22, 25-20, 25-18               |
| 26 febbraio 2014 Van Dyne Gym, Riverside      | California Baptist  | 0 - 3 | Southern California | 22-25, 21-25, 22-25               |
| 28 febbraio 2014 Smith Fieldhouse, Provo      | Brigham Young       | 3 - 0 | Southern California | 25-22, 25-16, 25-21               |
| 7 marzo 2014 Galen Center, Los Angeles        | Southern California | 3 - 0 | Pacific             | 25-20, 25-22, 25-15               |
| 9 marzo 2014 Galen Center, Los Angeles        | Southern California | 0 - 3 | Stanford            | 15-25, 14-25, 22-25               |
| 12 marzo 2014 Rob Gym, Santa Barbara          | UC Santa Barbara    | 3 - 2 | Southern California | 22-25, 23-25, 25-21, 25-23, 18-16 |
| 15 marzo 2014 Pauley Pavilion, Los Angeles    | UC Los Angeles      | 1 - 3 | Southern California | 20-25, 25-19, 17-25, 23-25        |
| 21 marzo 2014 Galen Center, Los Angeles       | Southern California | 3 - 0 | CSU Northridge      | 25-20, 25-20, 25-20               |
| 22 marzo 2014 Galen Center, Los Angeles       | Southern California | 3 - 1 | CSU Long Beach      | 25-22, 21-25, 25-19, 27-25        |
| 27 marzo 2014 Maples Pavilion, Stanford       | Stanford            | 3 - 1 | Southern California | 25-21, 25-23, 22-25, 25-20        |
| 28 marzo 2014 Alex G. Spanos Center, Stockton | Pacific             | 1 - 3 | Southern California | 20-25, 25-20, 25-21, 25-20        |
| 3 aprile 2014 Galen Center, Los Angeles       | Southern California | 3 - 1 | Concordia Irvine    | 27-25, 25-18, 21-25, 25-18        |
| 5 aprile 2014 Firestone Fieldhouse, Malibù    | Pepperdine          | 3 - 2 | Southern California | 25-18, 21-25, 25-19, 14-25, 15-11 |

##### Torneo MPSF
| 19 aprile 2014 - Quarti di finale Smith Fieldhouse, Provo | Brigham Young #1 | 3 - 0 | Southern California #8 | 25-13, 25-18, 25-17 |

## Statistiche

### Statistiche di squadra
| Competizione    | Punti | In casa | In casa | In casa | In trasferta | In trasferta | In trasferta | Campo neutro | Campo neutro | Campo neutro | Totale | Totale | Totale |
| Competizione    | Punti | G       | V       | P       | G            | V            | P            | G            | V            | P            | G      | V      | P      |
| --------------- | ----- | ------- | ------- | ------- | ------------ | ------------ | ------------ | ------------ | ------------ | ------------ | ------ | ------ | ------ |
| NCAA Division I | .593  | 14      | 10      | 4       | 13           | 6            | 7            | 0            | 0            | 0            | 27     | 16     | 11     |
| Totale          | .593  | 14      | 10      | 4       | 13           | 6            | 7            | 0            | 0            | 0            | 27     | 16     | 11     |

G = partite giocate; V = partite vinte; P = partite perse

### Statistiche dei giocatori
| Giocatore      | Division I NCAA | Division I NCAA | Division I NCAA | Division I NCAA | Division I NCAA | Totale | Totale | Totale | Totale | Totale |
| Giocatore      | P               | PT              | AV              | MV              | BV              | P      | PT     | AV     | MV     | BV     |
| -------------- | --------------- | --------------- | --------------- | --------------- | --------------- | ------ | ------ | ------ | ------ | ------ |
| A. Benesh      | 26              | 245.5           | 190             | 52.5            | 3               | 26     | 245.5  | 190    | 52.5   | 3      |
| J. Booth       | 12              | 58              | 48              | 6               | 4               | 12     | 58     | 48     | 6      | 4      |
| H. Cassiday    | 27              | 5               | 5               | 0               | 0               | 27     | 5      | 5      | 0      | 0      |
| M. Christenson | 24              | 120.5           | 66              | 29.5            | 25              | 24     | 120.5  | 66     | 29.5   | 25     |
| T. Cundiff     | -               | -               | -               | -               | -               | -      | -      | -      | -      | -      |
| R. Feathers    | 13              | 69              | 57              | 10              | 2               | 13     | 69     | 57     | 10     | 2      |
| T. Jansen      | 22              | 260.5           | 238             | 15.5            | 7               | 22     | 260.5  | 238    | 15.5   | 7      |
| J. Kirchner    | 1               | 1               | 1               | 0               | 0               | 1      | 1      | 1      | 0      | 0      |
| T. Leonard     | 10              | 67              | 47              | 16              | 4               | 10     | 67     | 47     | 16     | 4      |
| C. Lischke     | 17              | 65              | 42              | 20              | 3               | 17     | 65     | 42     | 20     | 3      |
| R. Mallon      | -               | -               | -               | -               | -               | -      | -      | -      | -      | -      |
| M. McKibbin    | 24              | 177             | 152             | 21              | 4               | 24     | 177    | 152    | 21     | 4      |
| M. Mullahey    | 3               | 10.5            | 5               | 3.5             | 2               | 3      | 10.5   | 5      | 3.5    | 2      |
| C. Orenic      | 14              | 7.5             | 4               | 2.5             | 1               | 14     | 7.5    | 4      | 2.5    | 1      |
| V. Rios        | -               | -               | -               | -               | -               | -      | -      | -      | -      | -      |
| C. Rivera      | 15              | 103.5           | 89              | 8.5             | 6               | 15     | 103.5  | 89     | 8.5    | 6      |
| A. Rysyk       | -               | -               | -               | -               | -               | -      | -      | -      | -      | -      |
| A. Slaught     | 12              | 95              | 82              | 8               | 5               | 12     | 95     | 82     | 8      | 5      |
| B. Varni       | 10              | 0               | 0               | 0               | 0               | 10     | 0      | 0      | 0      | 0      |
| J. Yoder       | -               | -               | -               | -               | -               | -      | -      | -      | -      | -      |
| L. Yoder       | 26              | 423.5           | 394             | 16.5            | 13              | 26     | 423.5  | 394    | 16.5   | 13     |
| P. Yoder       | 6               | 1               | 0               | 0               | 1               | 6      | 1      | 0      | 0      | 1      |
| C. Zambrano    | -               | -               | -               | -               | -               | -      | -      | -      | -      | -      |

P = presenze; PT = punti totali; AV = attacchi vincenti; MV = muri vincenti; BV = battute vincenti

NB: I muri singoli valgono una unità di punto, mentre i muri doppi e tripli valgono mezza unità di punto; anche i giocatori nel ruolo di libero sono impegnati al servizio

## Premi individuali
- Micah Christenson:

All-America First Team
All-MPSF First Team
- Henry Cassiday

All-America Second Team
All-MPSF Second Team
- Lucas Yoder

MPSF Freshman of the Year
All-MPSF Second Team
All-MPSF Freshman Team
- Andrew Benesh

All-MPSF Freshman Team